# Hr.Ms. O 15 (1932)
De Hr.Ms. O 15 was een Nederlandse onderzeeboot van de O 12-klasse. De O 15 is het enige schip van de O 12-klasse dat door de scheepswerf Wilton-Fijenoord uit Rotterdam is gebouwd. Het schip was een van de vele Nederlandse schepen die tijdens de Spaanse Burgeroorlog konvooidiensten uitvoerde. Tijdens het uitbreken van de Tweede Wereldoorlog was de O 15 gestationeerd in Curaçao. Vanwege de situatie in de Caribische Zee keerde het schip terug naar Europa waar het vanuit Dundee patrouilles voor de Noorse kust uitvoerde en konvooien naar Archangelsk begeleidde. Het schip overleefde de Tweede Wereldoorlog en werd vlak na de Japanse overgave uit dienst genomen om in 1946 te worden gesloopt in Hendrik-Ido-Ambacht.

## Voor de Tweede Wereldoorlog
In 1935 bezocht de O 15 samen met het zusterschip de O 13 de Wereldtentoonstelling in de Belgische hoofdstad Brussel. Tijdens de Spaanse Burgeroorlog heeft de O 15 van 23 maart tot 24 juni 1937 konvooidiensten uitgevoerd voor de Spaanse kust ter bescherming van de Nederlandse koopvaardij. Op 2 oktober 1939 vertrok de O 15 samen met de O 20 en de Van Kinsbergen richting Curaçao. Vanwege de dreiging van zeemijnen in Het Kanaal nemen de schepen de lange route om Schotland heen. Na 27 dagen arriveert de O 15 op 29 oktober in Curaçao.

## Tijdens Tweede Wereldoorlog
Tijdens de Duitse aanval op Nederland in 1940 bevond de O 15 zich in de haven op Curaçao voor periodiek onderhoud. Begin juli werd na overleg tussen de Nederlandse marine en de Britse marine besloten dat er geen Nederlandse onderzeeboten nodig waren in de Caribische Zee. De O 15 kreeg daarom de opdracht om via Kingston, Bermuda en Halifax naar het Verenigd Koninkrijk te varen. De reis naar Bermuda gebeurde onder begeleiding van de Dundee, een Britse sloep van de Falmouthklasse. In Hamilton vonden de hoogst noodzakelijke reparaties plaats aan de dieselmotoren zodat de O 15 verder kon naar Halifax en de dieselmotoren daar volledig konden worden gereviseerd. In Halifax bleek de revisie van de dieselmotoren niet te kunnen worden uitgevoerd, omdat het juiste materiaal niet aanwezig was en er een personeelstekort was in de haven. Voordat de O 15 naar Philadelphia kon vertrekken om de reparaties uit te voeren, werkte het eerst mee aan het testen van het CSC (Canadian Sea Control)-type radar. Pas op 15 september 1942 kon de O 15 de oversteek maken richting Dundee. Vanuit Dundee voer de O 15 patrouilles voor de Noorse kust en begeleidde het schip konvooien van en naar het Russische Archangelsk. Ook werd de O 15 zo nu en dan gebruikt voor ASW/ASDIC-testen. Voor het onderhoud van de O 15 werd gebruikgemaakt van onderdelen van de in 1943 uit dienst genomen O 14.

## Na de Tweede Wereldoorlog
De O 15 keerde op 30 juni 1945 terug naar Nederland waar het schip, tot 23 juli, afgemeerd lag in de haven van Rotterdam. Na de korte periode in Nederland keerde het schip en bemanning voor een trainingsperiode terug naar Dundee. Drie dagen na de Japanse overgave werd het schip niet meer actief gebruikt, om een maand later in september officieel uit dienst te worden genomen.
Na de uitdienstname werd de O 15 gebruikt om personeel van de onderzeedienst van Dundee naar Rotterdam te vervoeren. Op 2 oktober 1946 werd het schip verkocht om in Hendrik-Ido-Ambacht gesloopt te worden.